# Al MacAdam
Reginald Alan „Al“ MacAdam (* 16. März 1952 in Charlottetown, Prince Edward Island) ist ein ehemaliger kanadischer Eishockeyspieler und -trainer, der von 1973 bis 1985 für die Philadelphia Flyers, California Golden Seals bzw. Cleveland Barons, Minnesota North Stars und Vancouver Canucks in der National Hockey League spielte.

## Karriere
MacAdam spielte während seiner Juniorenzeit für das Universitätsteam seiner Heimatstadt Charlottetown. Beim NHL Amateur Draft 1972 wählten ihn die Philadelphia Flyers in der vierten Runde als 55. aus. Anfangs spielte er in der American Hockey League für die Richmond Robins. Zum Ende der Saison 1973/74 kam er zu fünf Einsätzen in der regulären Saison und einem in den Playoffs. Die Flyers gewannen in diesem Jahr den Stanley Cup und auch MacAdam erhielt dafür einen Stanley-Cup-Ring. Auf dem Pokal wurde sein Name wegen der wenigen Einsätze jedoch nicht eingraviert. Er selbst bestätigte später, dass er sich nicht als richtiger Stanley-Cup-Sieger fühle. Bei seinen sechs Einsätzen blieb er ohne Scorerpunkt.
Nach Ende der Saison wurde er gemeinsam mit anderen Spielern für Reggie Leach an die California Seals abgegeben. Seine guten Leistungen dort wurden mit der Nominierung zum NHL All-Star Game belohnt. In der letzten Saison 1976/77 war er vor Dennis Maruk bester Scorer, im Jahr darauf zog er mit dem Team, das fortan als Cleveland Barons spielte, um. Sein erstes Jahr am neuen Ort beendete er als zweitbester Scorer des Teams hinter Maruk. Als bei den Barons die Gehaltszahlungen ausblieben, zählte er zu den Spielern, die den Aufstand gegen die Klubbesitzer wagten. Das Team fusionierte nach der Saison 1977/78 im Rahmen des NHL Dispersal Draft 1978 mit den Minnesota North Stars.
Für die kanadische Nationalmannschaft trat er bei der Eishockey-Weltmeisterschaft 1977 und 1979 an und wurde mit dem Team zweimal Vierter.
In Minnesota spielte er 1979/80 seine beste Saison. Mit 42 Toren, 51 Vorlagen und 93 Punkten stellte er persönliche Bestleistungen auf und war bester Scorer seines Teams. In der folgenden Saison erreichte er mit seinem Team die Stanley-Cup-Finals, unterlagen dort aber den New York Islanders. Als die North Stars in der Offensive auf den jungen Brian Bellows setzten, wurde MacAdam in die dritte Reihe gestellt und hatte dort überwiegend defensive Aufgaben. Dadurch ließ seine Torausbeute deutlich nach. Zu seiner letzten Saison in der NHL wechselte er im Tausch für Harold Snepsts 1984/85 zu den Vancouver Canucks. Nach einem Jahr in Vancouver, in dem er die in ihn gesteckten Erwartungen nicht erfüllen konnte, wurde er in die AHL zu Fredericton Express geschickt. Nach elf Spielen dort beendete er bald seine aktive Karriere.
In den nächsten elf Jahren agierte er als Trainer einer Universitätsmannschaft, bevor er 1997 das AHL-Team der St. John’s Maple Leafs übernahm. Ab 2000 zählte er vier Jahre lang zum Trainerstab der Chicago Blackhawks. Seine bislang letzte Trainerstation waren die Halifax Mooseheads in der Quebec Major Junior Hockey League. Seitdem ist er als Scout für die Buffalo Sabres tätig.

## Sportliche Erfolge
- Stanley Cup: 1974 (aufgrund von zu wenigen Einsätzen nicht auf dem Pokal eingraviert)

### Persönliche Auszeichnungen
- Bill Masterton Memorial Trophy: 1980
- Teilnahme am NHL All-Star Game: 1976 und 1977